# شور، سوئیس
شهر شور  در بخش پلوسور در ایالت گروبوندان در کشور سوئیس واقع شده‌است که ۳۱٬۹۰۰ نفر جمعیت دارد.